# Bảo mẫu

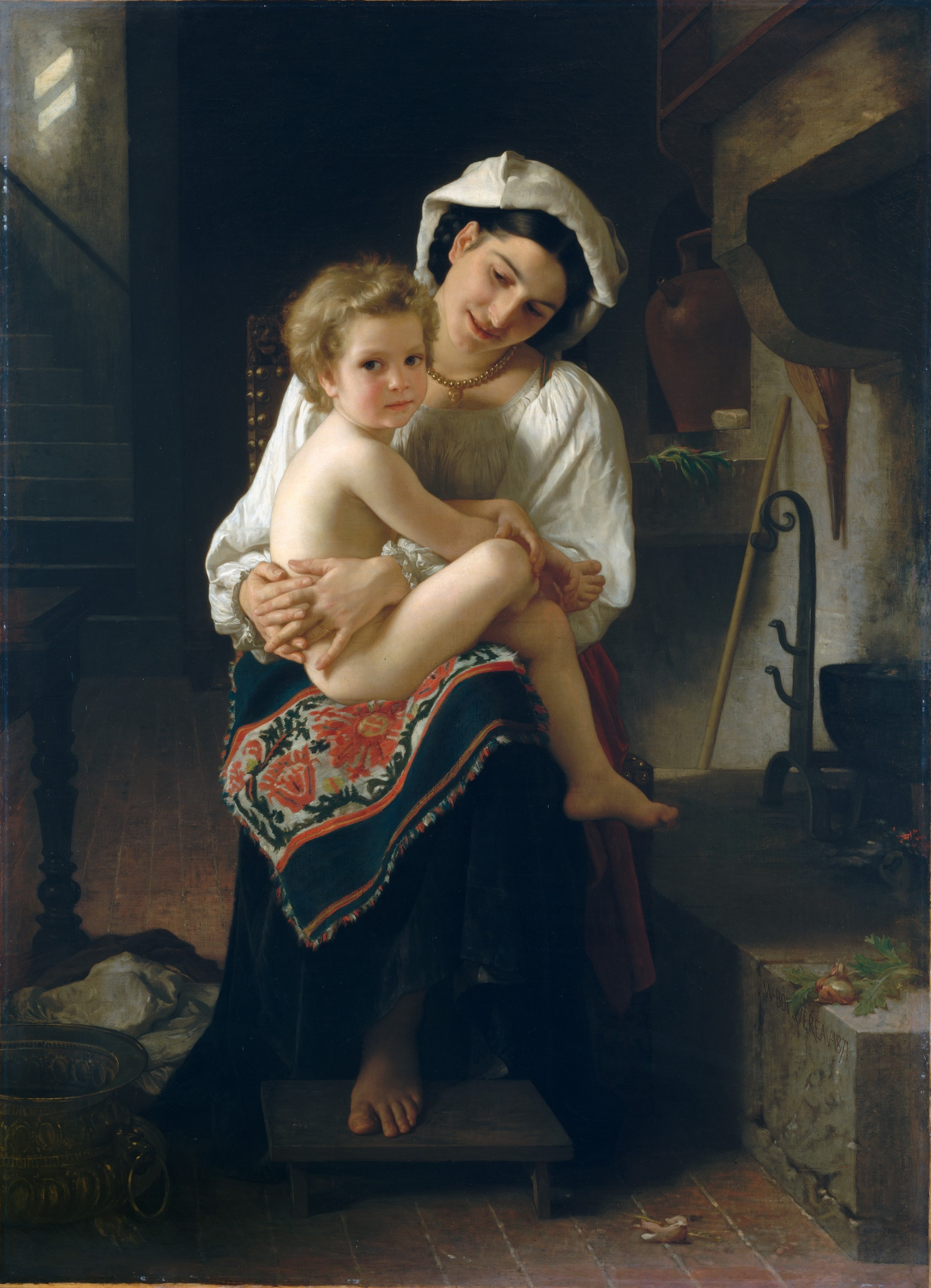
Một bảo mẫu đang bồng em

Bảo mẫu (chữ Hán: 保母; tiếng Anh: Nanny, Babysitting), cũng gọi Bảo mỗ (褓姆), là một loại nghề nghiệp trong xã hội, theo đó những cá nhân (thường là nữ và có tuổi) sẽ đứng ra chăm sóc trẻ em tại các trường mầm non, mẫu giáo, nhà riêng của mình hoặc của trẻ để được trả lương hay thù lao theo thoả thuận.
Những trường hợp cần bảo mẫu, thông thường do bố mẹ của các đứa trẻ này không có đủ thời gian để chăm sóc tốt cho con mình, hoặc là gia đình quyền quý không tiện đích thân thực hiện những công việc giáo dục chăm sóc con cái. Nghề bảo mẫu không nặng nhọc nhưng khá vất vả, phải chăm lo từng li từng tí cho các đứa trẻ; từ việc ăn, ngủ cho đến vệ sinh. Một số bảo mẫu còn phải kiêm thêm một số công việc khác trong gia đình như nấu ăn, dọn dẹp nhà cửa, chăm sóc cho người lớn. Sang thời hiện đại, khái niệm về bảo mẫu thường giống như người giúp việc.
Về mặt khái niệm và chức năng, trong một thời gian dài ở phương Tây và Đông Á, bảo mẫu hay thường được đồng nhất với nhũ mẫu, tuy nhiên nếu đánh giá theo gốc độ tỉ mỉ thì đây lại là hai phạm trù khác nhau. Ở phương Đông, bảo mẫu cùng nhũ mẫu đều được xem trọng, do họ thường là người chăm sóc và gần gũi con cái của gia đình quyền quý, nhất là hoàng thất - nơi cần một lượng lớn những người làm nghề này để chăm sóc các Hoàng tử và Hoàng nữ.

## Lịch sử

### Đông Á
Xã hội Trung Quốc thời thượng cổ, đã xuất hiện giai tầng thượng lưu do không tiện đích thân chăm sóc con cái, đã giao cho các u già, bà lão chăm nom con của mình, họ được đón về chính gia chủ, trở thành một thành viên trong gia đình cho đến khi công việc kết thúc. Tuy hay bị nhầm lẫn, nhưng bảo mẫu về cơ bản khác nhũ mẫu - những người mớm các đứa trẻ còn nhỏ, còn bảo mẫu lại là những người thiên về giáo dục, cũng gọi [Phó mẫu; 傅母]. Tuy nhũ mẫu bắt buộc phải có chồng và con cái, nhưng bảo mẫu không cần thiết như vậy, và họ thường tương đối lớn tuổi nếu so với nhũ mẫu.
Xã hội thượng lưu cũng bao gồm cung đình. Trong cung, các bảo mẫu là những người phụ trách chăm sóc Hoàng tử và Hoàng nữ, họ đôi khi kiêm nhiệm luôn vị trí nhũ mẫu (phụ trách cho bú mớm) tùy vào cung quy của các triều đại. Trong hậu cung nhà Thanh, bảo mẫu quy định khác hẳn nhũ mẫu, các bảo mẫu thường được gọi là [Ma ma; 嬤嬤], là các bà già lâu năm trong cung, hoặc được tuyển từ bên ngoài vào để phụ trách giáo dục và chăm sóc các Hoàng tử, Hoàng nữ. Sau khi các Hoàng tử, Hoàng nữ trưởng thành thì các Ma ma đều được đưa trở về nhà, một số ít lại đi theo chăm sóc Hoàng tử, Hoàng nữ nhưng lại có vai trò chủ quản hơn là trực tiếp làm việc như cung nữ. Gia đình của các Ma ma cũng đều được gia ân, chồng và con cháu trong nhà thậm chí có thể tập chức thừa tước tùy vào tình cảm.

### Phương Tây
Ở phương Tây, bảo mẫu được gọi là ["Governess"], ["Nanny"] hoặc ["Babysitting"], được phát triển thành nghề nghiệp rất phát triển trong thế kỉ 19.
Cũng như Trung Quốc, xã hội phương Tây thượng lưu cũng không ít các gia đình quý tộc không tiện đích thân chăm sóc con cái, những người dành thời gian cả ngày bên những đứa trẻ này đều là nhũ mẫu hay bảo mẫu. Có hai loại thân phận của bảo mẫu, một là chính người hầu trong gia đình, lớn tuổi và đầy kinh nghiệm, hai là xuất thân từ trung lưu và được thuê về. Xã hội phương Tây chia ra rất nhiều loại bảo mẫu, thông thường là đem trực tiếp về nhà và trở thành một thành viên không chính thức của gia đình, được gọi là "Nanny" hay "Babysitting". Loại hình này phát triển đến tận thế kỉ 20, quản lý toàn bộ vấn đề sinh hoạt của đứa trẻ, công việc của họ gần như là một cô giúp việc của riêng đứa trẻ mà họ chăm sóc. Một loại bảo mẫu khác, là được trả tiền làm theo giờ nhất định, có khi chỉ về đêm, và đặc biệt có thể làm cho một lúc 2 gia đình trở lên. Riêng "Babysitting" lại thiên về được thuê để trông nom các đứa trẻ vị thành niên trong một khoảng thời gian nhất định.
Những vị bảo mẫu chuyên về giáo dục, tức "Governess", thông thường đều như một gia sư, vì họ có kiến thức và có thể dạy dỗ những đứa trẻ những kĩ năng cơ bản, cho đến khi chính thức nhận một sự giáo dục hoàn thiện từ các thầy dạy chuyên nghiệp. Hình thức "Governess" tồn tại từ rất lâu, đặc biệt là thời Trung Cổ do hoàn cảnh khác biệt quý tộc và thường dân, cũng như vào lúc ấy không có nhiều trường học cho trẻ con, đặc biệt là những bé gái. Trong thời gian ấy, một "Governess" cũng tương đương với "Nanny", chăm sóc toàn bộ những gì liên quan.

## Tại Việt Nam
Trong lịch sử Việt Nam, tài liệu nhìn chung không phong phú đề cập đến loại nghề này. Ở Hậu cung nhà Nguyễn ngẫu nhiên có đề cập vài dòng về bảo mẫu, họ căn bản cũng như các bảo mẫu Trung Quốc, là người chăm sóc cho các Hoàng tử cùng Hoàng nữ, có đãi ngộ nhất định. Khái niệm bảo mẫu luôn bị đồng nhất với nhũ mẫu trong suốt thời gian này, nhà Nguyễn còn gọi gộp họ thành [Nhũ bảo].
Còn ở xã hội Việt Nam hiện nay, đây là một nghề ngày càng trở nên phổ biến và có nhu cầu cao, nhất là tại các thành phố lớn. Do số lượng trẻ em vẫn đang tăng, và cuộc sống ngày càng chất lượng hơn cũng như trở nên bận rộn hơn. Nghề bảo mẫu tại gia đình của trẻ hiện đang được cải thiện về điều kiện làm việc, lương bổng và thù lao. Mức lương chung của nghề này tại Hà Nội và Thành phố Hồ Chí Minh vào năm 2013-2014 là khoảng 3 triệu đồng đến 8 triệu đồng một tháng, bằng hoặc hơn một số công nhân, viên chức.
Nhiều báo đài đã phản ảnh những vụ việc các bảo mẫu vi phạm đạo đức nghề nghiệp hành hạ các em nhỏ gây phẫn nộ trong xã hội như: bảo mẫu hành xác nhiều em bé, bạo hành đối với trẻ, đánh đập bằng dùi cui, ném trẻ em vào tường không thương tiếc, dìm cháu bé trong nước để tắm, giật tóc, tạt nước vào mặt trẻ em hành hạ dã man trẻ em đánh đập trẻ em dùng thuốc mê cho các cháu ngủ để khỏi phải trông chừng hay dán băng keo vào miệng bé để khỏi nghe tiếng khóc.... Nhìn chung đây là những bảo mẫu chưa được đào tạo chuyên nghiệp, vì việc thiếu giáo viên, bảo mẫu tại các cơ sở mầm non tư thục, nhóm trẻ gia đình khiến các cơ sở này phải tuyển giáo viên, bảo mẫu thiếu trình độ, ảnh hưởng đến việc chăm sóc, giáo dục trẻ mầm non. Các nhóm trẻ tư thục quá nghèo và chỉ phục vụ bộ phận người dân lao động nghèo nên học phí chỉ có thể thu vài trăm nghìn đồng một tháng, những nhóm trẻ thu phí thấp hơn chỉ đạt được những điều kiện tối thiểu theo quy định thành lập nhóm trẻ như đảm bảo vệ sinh, an toàn và dinh dưỡng. Nhiều cơ sở chật chội, tối tăm, không có kinh phí cải thiện nhưng nếu đóng cửa thì những phụ huynh nghèo biết gửi con nơi đâu.
Theo nguoiduatin.vn, ngày nay nhờ pháp luật và sự phát triển mạnh mẽ của công nghệ mà ngành dịch vụ giúp việc cũng đã phát triển nhanh chóng. Người giúp việc đã có nhiều quyền lợi hơn, họ có thể tự do chọn thời gian làm việc, bảo vệ được tài chính, quyền lợi cá nhân của họ,...